# 방영민 (1959년)
방영민(方泳敏, 1959년 ~)은 대한민국의 관료 출신 금융인이다. 행정고시를 합격하고, 대통령 경제비서실 행정관, 재정경제부 관료로 근무하다가, 삼성전자 상무를 거쳐 삼성증권 부사장을 역임하였다.

## 경력
- 1982년 제25회 행정고시 합격
- 1987 ~ 1994년 재무부 이재국 및 증권보험국 사무관
- 1995 ~ 1997년 재정경제원 예산실 서기관
- 1999 ~ 2000년 재정경제원 공보관실 과장
- 2000 ~ 2003년 대통령 경제 비서실 행정관
- 2003 ~ 2003년 재정경제부 경제홍보기획단 총괄기획과장
- 2003 ~ 2004년 삼성증권 경영전략담당 상무
- 2004년 삼성전자 전략기획실 상무
- ~ 2010년 12월 삼성증권 법인사업본부 본부장, 전무
- 2010년 12월~ 삼성증권 투자은행 사업본부 본부장, 전무

## 학력
- 1978년 중앙대학교사범대학부속고등학교
- 1982년 서울대학교 법과대학 법학 학사
- 1987년 서울대학교 행정대학원 행정학 석사
- 1999년 밴더빌트 대학교 대학원 경제학 박사

## 참고 기사
- 방영민 삼성증권 IB본부장 "IPO명가 부활 총력…올해 3위권 진입", 《한국경제》, 2012년 2월 2일
- 글로벌 IB를 꿈꾼다 (2) 삼성증권，방영민 IB사업본부장, 《파이낸셜뉴스》, 2012년 6월 21일